# Old Bridge Ranch
El Old Bridge Ranch fue un burdel legal con licencia en el estado estadounidense de Nevada ubicado cerca de Sparks, en el condado de Washoe. Estuvo abierto desde 1967 hasta el verano de 2008.

## Historia
Construido en el emplazamiento del Mustang Ranch original, en sus paredes había grabados de Olivia De Berardinis, Salvador Dalí y Gottfried Helnwein. El propietario, David Burgess, era sobrino de Joe Conforte y dirigió el Mustang Ranch entre 1979 y 1989.
En 1998, se revocó la licencia de operador de burdeles de Burgess alegando que era miembro de los Hells Angels. El Tribunal Supremo de Nevada dictaminó que ser miembro de los Hells Angels no infringía ninguna de las condiciones de la licencia, por lo que se le devolvió.
Tras el cierre del Mustang en 1999, muchas de las prostitutas pasaron a trabajar en el Old Bridge Ranch, y Burgess cambió el nombre por el de Mustang. Tras una larga batalla legal con Lance Gilman, que había traído el edificio del Mustang y las había trasladado a su Wild Horse Adult Resort & Spa, se dictaminó que Gilman tenía derecho a utilizar el nombre Mustang, por lo que el burdel volvió a llamarse Old Bridge Ranch.

## Cierre
En 2008, la policía detuvo la autocaravana de Burgess en Wyoming. En el registro del vehículo se encontraron drogas y pornografía infantil. Burgess fue declarado culpable de posesión y transporte de pornografía infantil y fue encarcelado durante 15 años. Los funcionarios del condado de Storey modificaron las leyes de autorización de burdeles para impedir que los socios sin licencia de Burgess dirigieran el burdel y éste cerró.